# Thomas Aeschi
Pour les articles homonymes, voir Aeschi.
Thomas Aeschi, né le 13 janvier 1979 à Zoug (originaire de Bâle, Himmelried et Baar), est une personnalité politique suisse, membre de l'Union démocratique du centre (UDC).
Il est député du canton de Zoug au Conseil national depuis décembre 2011 et président du groupe UDC de l'Assemblée fédérale depuis novembre 2017.

## Biographie
Thomas Aeschi naît à Zoug le 13 janvier 1979. Il est originaire d'une autre commune zougoise, Baar, de Bâle et d'Himmelried, dans le canton de Soleure. Aîné d'une fratrie de trois garçons, il naît et grandit à Zoug dans une famille typiquement démocrate-chrétienne. Son père est conseiller fiscal et sa mère infirmière.
Lors de ses études au collège de Zoug (de), il effectue une année d'échange en 1995-1996 à la Lisle Senior High School (en) de Lisle près de Chicago. Après avoir obtenu une maturité de type B en 1998, il entame des études de sciences économiques à l'université de Saint-Gall, avec des semestres passés en Malaisie et en Israël, qu'il achève avec une licence en 2002.
De 2004 à 2006, Aeschi travaille dans le domaine des fusions et acquisitions d'une grande banque suisse. De 2006 à 2008, il étudie à l'université Harvard (John F. Kennedy School of Government) et en sort titulaire d'une maîtrise en administration publique. À partir de 2008, il travaille en tant que consultant d'affaires pour un cabinet international de conseil en stratégie.
Thomas Aeschi se dit croyant. Discret voire secret sur sa vie privée, il se déclarait célibataire après une relation de plusieurs années lors de sa candidature au Conseil fédéral en 2015. Il devient père d'un enfant en 2024 et présente peu avant publiquement sa fiancée, Valeria Geissbühler, analyste médicale à l'Université de Zurich et membre UDC de l'exécutif de la commune de Schübelbach, dans le canton de Schwytz, qu'il déclare avoir rencontré en 2019,,.
Dans l'armée suisse, il a le grade de premier-lieutenant.

### Parcours politique
Il préside la section UDC de Baar de 2009 à 2015 et exerce la fonction de vice-président (2011-2015) puis de président (depuis 2015) de l'UDC du canton de Zoug. De 2010 à 2012, il siège au Parlement cantonal. En octobre 2010, il est candidat au Conseil d'État du canton de Zoug.
Il est membre de l'Action pour une Suisse indépendante et neutre.
Il est élu au Conseil national aux élections fédérales de 2011, avec le deuxième meilleur score du canton. Il prend la place de son colistier Marcel Scherer, au prix d'une coûteuse campagne selon ses adversaires. Lors de cette première législature, il siège au sein de la Commission des finances, puis déjà au sein de la prestigieuse Commission de l'économie et des redevances, et devient immédiatement vice-président du groupe parlementaire de l'UDC.
Il est réélu aux élections de 2015 avec le meilleur score de son canton et figure sur le ticket de son parti pour récupérer un second siège lors du renouvellement du Conseil fédéral du 9 décembre 2015. Candidat le plus à droite, présenté comme le poulain de Christoph Blocher, il est selon le quotidien Le Temps jugé trop libéral et dogmatique et manquant d'expérience. Il échoue à se faire élire (61 voix au premier tour, puis 88 au troisième tour contre 138 pour Guy Parmelin, qui remporte l'élection). En 2017 il est élu président du groupe parlementaire de l'UDC. Lors de cette deuxième législature, il siège à nouveau au sein de la Commission des finances et de la Commission de l'économie et des redevances.
Il est réélu au Conseil national aux élections fédérales de 2019, de nouveau avec le meilleur score de son canton. Il siège au sein de la Commission de l'économie et des redevances et de la Commission de la sécurité sociale et de la santé publique.

### Profil politique
En avril 2024, un article du Temps estime qu'il fait partie des parlementaires fédéraux les plus influents, en particulier sur les dossiers de la migration et de l'Union européenne. Il se reconnaît dur et peu ouvert au compromis.
Il a notamment milité contre le mariage entre personnes de même sexe et, dans le cadre de la pandémie de Covid-19, contre la loi introduisant le certificat sanitaire.